# Rajyavardhan Singh Rathore
Rajyavardhan Singh Rathore (in hindi: राज्यवर्धन सिंह राठौड़; 29 gennaio 1970) è un ex tiratore a volo e politico indiano.

## Palmarès

### Olimpiadi
- 1 medaglia:
  - 1 argento (Atene 2004 nella doppia fossa olimpica)

### Giochi del Commonwealth
- 4 medaglie:
  - 3 ori (Manchester 2002 nella doppia fossa individuale; Manchester 2002 nella doppia fossa a coppie; Melbourne 2006 nella doppia fossa individuale)
  - 1 argento (Melbourne 2006 nella doppia fossa a coppie)

### Giochi asiatici
- 2 medaglie:
  - 1 argento (Doha 2006 nella doppia fossa a squadre)
  - 1 bronzo (Doha 2006 nella doppia fossa)